# Sergio Spagnolo
Sergio Spagnolo (* 1941 in Spezia) ist ein italienischer Mathematiker, der sich mit Analysis befasst. Er ist Professor an der Universität Pisa.
Er ist ein Schüler von Aldo Andreotti an der Scuola Normale Superiore in Pisa und lehrte seit 1974 an der Universität Pisa und bis 2002 der Scuola Normale Superiore.
Er befasste sich mit der Asymptotik elliptischer partieller Differentialgleichungen, das Cauchy-Problem für hyperbolische partielle Differentialgleichungen, nichtlineare Evolutionsgleichungen und Systeme mit vielen Charakteristiken.
Mit Ennio De Giorgi und Ferruccio Colombini zeigte er 1978/79 die Existenz von Lösungen für hyperbolische partielle Differentialgleichungen mit analytischen Koeffizienten und gab ein Beispiel für die Nichtexistenz einer Lösung bei nicht-analytischen Koeffizienten an.
Er erhielt den Bartolozzi-Preis und 1991 den Mathematik-Preis der Accademia dei XL. Er ist korrespondierendes Mitglied der Accademia dei Lincei (1998).
Zu seinen Doktoranden zählt Piero D’Ancona, mit dem er auch veröffentlichte.

## Schriften
- Herausgeber mit M. K. V. Murthy: Nonlinear hyperbolic equations and field theory, Longman/Wiley 1992
- mit E. De Giorgi:  Sulla convergenza degli integrali dell'energia per operatori ellittici del secondo ordine. Boll. Un. Mat. Ital. (4) 8, 391–411, 1973.
- mit E. De Giorgi, F. Colombini: Existence et unicité des solutions des équations hyperboliques du second ordre à coefficients ne dépendant que du temps. C. R. Acad. Sci. Paris Sér. A 286, 1045–1048, 1978.
- mit F. Colombini, E. De Giorgi: Sur les équations hyperboliques avec des coefficients qui ne dépendent que du temps. Ann. Scuola Norm. Sup. Pisa Cl. Sci. (4) 6, 511–559, 1979.